# Сунцов, Михаил Иванович
Михаил Иванович Сунцов (3 июня 1938, Фалёнский район, Кировская область — 6 ноября 2022, Фалёнки, Кировская область) — советский хозяйственный и политический деятель.

## Биография
Родился в 1938 году в деревне Барминцы. Член КПСС с 1969 года.
Окончил Зуевские курсы механизации сельского хозяйства.
В 1954—1957 гг. — тракторист Медвежинской МТС.
В 1957—1960 гг. — военнослужащий Советской армии.
В 1960—1998 гг. — звеньевой механизированного звена по выращиванию картофеля колхоза / КФХ имени Свердлова Фалёнского района Кировской области.
Избирался депутатом Совета Союза Верховного Совета СССР 11-го созыва. Делегат XXVI съезда КПСС.
Заслуженный механизатор сельского хозяйства РСФСР (1983).
Почетный гражданин Фалёнского района (1999).

## Награды
- Орден Ленина (1973)
- Орден Трудового Красного Знамени (1971)